# Laŭlum

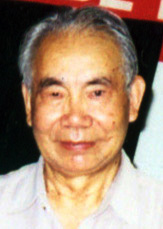
Laŭlum

Laŭlum ist das Pseudonym von Lǐ Shìjùn (chinesisch 李士俊; * 29. März 1923 in Shatou; † 10. November 2012), eines chinesischen Esperanto-Schriftstellers und -Übersetzers.

## Biografie
Li Shijun wurde in einer Bauernfamilie im Dorf Shatou (沙头村) in der chinesischen Provinz Hebei geboren. 1936 hörte er als Schüler, dass Studenten in Peking seit der Bewegung des 4. Mai 1919 auf Esperanto korrespondierten, um die Postzensur zu unterlaufen. 1939 fand er eine Broschüre mit dem Titel Esperanto en unu monato („Esperanto in einem Monat“) und begann damit, die Sprache zu lernen. 1940 nahm er an einem Esperanto-Fernkurs teil und seit 1941 arbeitete er aktiv in der chinesischen Esperanto-Bewegung, organisierte Ausstellungen und leitete Sprachkurse.
1950 war Laŭlum an den Vorbereitungen für die Chinesische Esperanto-Liga (Ĉina Esperanto-Ligo) beteiligt und seit dieser Zeit arbeitete er in der Redaktion der Monatszeitschrift El Popola Ĉinio („Aus Volkschina“). Gleichzeitig schrieb er für die Zeitung Popola Mondo („Welt des Volkes“). In den 60er-Jahren leitete Laŭlum die Übersetzungsabteilung bei El Popola Ĉinio und in den 80er-Jahren wurde er stellvertretender Chefredakteur der Zeitschrift. 1983 wurde Laŭlum Mitglied der Akademio de Esperanto (Esperanto-Akademie) und Mitglied der Staatlichen Kommission für die Qualifikation von Übersetzern sowie Leiter des Ĉina Esperanto-Instituto (Chinesisches Esperanto-Institut).

## Werke
Laŭlum ist vor allem als Übersetzer zahlreicher Werke der chinesischen Literatur ins Esperanto international bekannt geworden.

### Übersetzungen ins Esperanto
- Mao Zedong: Pri Popoldemokratia Diktaturo (1961; dt. Über die demokratische Diktatur des Volkes)
- Mao Zedong: Pri Praktiko (1961; dt. Über die Praxis)
- Mao Zedong: Paroladoj ĉe la Literatura Kunsido en Yan’an (1962; dt. Reden bei der Aussprache in Yenan über Literatur und Kunst)
- Sinjoro Dongguo (1962)
- Mao Zedong: Pri Kontraŭdiroj (1964; dt. Über den Widerspruch)
- Wang Shifu: La Okcidenta Ĉambro (1964; dt. Das Westzimmer)
- Ora Hakilo (Bildgeschichte, 1964)
- Kvin Fratoj Liu (Bildgeschichte, 1964)
- Knabino kaj Garolo (Bildgeschichte in Versen, 1965)
- Mao Zedong: Raporto pri la Kamparana Movado en Hunan (1965; dt. Untersuchungsbericht über die Bauernbewegung in Hunan)
- Aŝma (Epopeo de Sanioj, 1965, Neuauflage 1980)
- Ba Jin: Aŭtuno en la Printempo (1. Auflage 1980, 2. Auflage 1981; dt. Herbst im Frühling)
- Ŭang Guj kaj Li Ŝjangŝjang (epopeo de Li Ji, 1985)
- Guo Moruo: Qu Yuan (historisches Drama, 1987)
- Ba Jin: Frosta Nokto (1988; dt. Kalte Nächte)
- Elektitaj Ĉinaj Antikvaj Poemoj Ilustritaj (1990)
- Pu Songling: Mirrakontoj de Liaozhai (1994, dt. Merkwürdige Erzählungen aus dem Studio „Sorgenfrei“ bzw. nach Schmidt-Glintzer Wundersame Geschichten aus dem Studio eines Müßiggängers)
- Mao Dun: Noktomezo (erschien teilweise in El Popola Ĉinio, in Krestomatio de Esperanto und in Verda Stelo; dt. Shanghai im Zwielicht)
- Ĉe akvorando (klassischer Roman, 2004; dt. Die Räuber vom Liang-Schan-Moor)
- 5000 Ĉinaj Popoldiroj (erschien teilweise in La Mondo)

### Mitarbeit an und Bearbeitungen von Esperanto-Übersetzungen
- Ĉina Antologio (in drei Bänden; von Laŭlum teils übersetzt, teils bearbeitet)
- Noveloj de Lusin (Novellen von Lu Xun; teils übersetzt, teils bearbeitet)
- Montara Vilaĝo
- Ruĝdoma Songĝo (1996; dt. Der Traum der Roten Kammer)
- Ba Jin: La Familio (1998; dt. Die Familie)
- Noveloj el Antikva Ĉinio (teils übersetzt, teils bearbeitet; 1999).

### Eigene Werke
- Lernolibro de Esperanto (1949)
- 222 Simplaj Versaĵoj por Komencantoj (1994)
- Pri la Traduka Arto de Esperanto (Esperanto-Lehrbuch, 1997)
- 250 Rakontoj pri Afanti (in Versen; erschien z. T. in El Popola Ĉinio und in Penseo; Geschichten aus Xinjiang über Əpəndi)
- Nova Vortaro Esperanto-Ĉina (Redaktionskollektiv, 1959)
- Esperanta Konversacio (1964)
- Gvidlibro de Esperanta Konversacio (2001)
- Esperanto-Kurso por Memlernado (1984)
- Unua Ŝtupo de Esperanto (1983)
- Nova Kurso de Esperanto (1986)
- Esperanto-Ĉina Vortaro (Redaktionskollektiv, 1990)
- 100 Jaroj de Esperanto en Ĉinio (Redaktionskollektiv, 1999)
- Esperanta Vorareto por Lernantoj (erschien z. T. in La Movado; 2002–2004).